# Bertuccio Valier

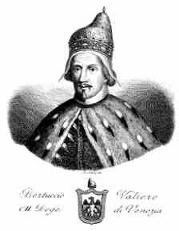
Doge Bertuccio Valiero

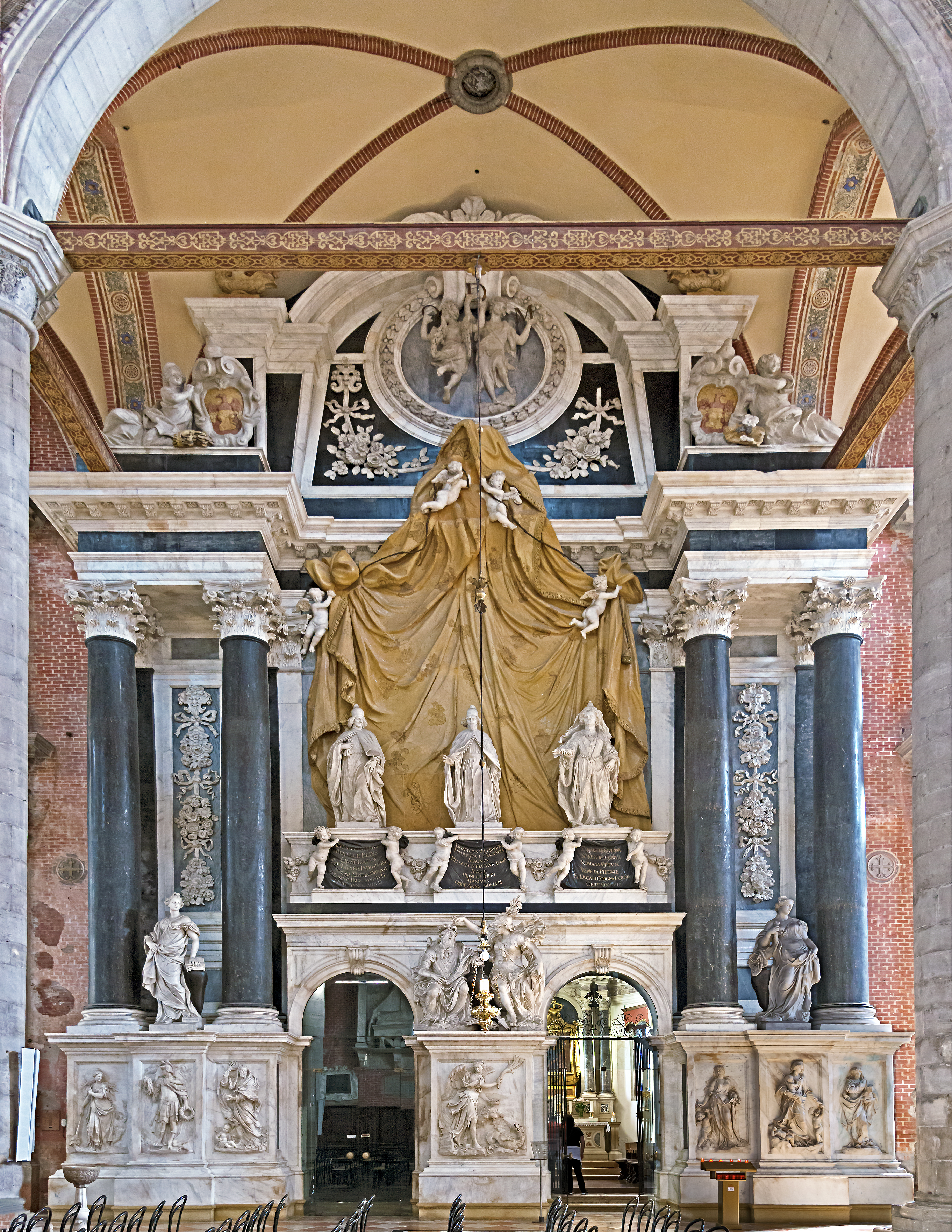
Santi Giovanni e Paulo (Venetië): mausoleum van de familie Valier

Bertuccio Valier (Venetië, 1 juli 1596 – aldaar, 29 maart 1658) was volgens de traditie in de republiek Venetië de 102e doge. Hij regeerde van 1656 tot zijn dood in 1658. Deze diplomaat, magistraat en militair was de eerste van zijn familie die het dogeambt bekleedde.

## Levensloop

### Voor zijn dogeverkiezing
Valier was een telg van de gegoede patriciërsfamilie Valier in Venetië. De familie bezat meerdere paleizen en Valier kreeg onderwijs in het paleis San Giobbe. 
Valier maakte carrière in de openbare ambten als magistraat en diplomaat, alsook in het leger van Venetië.
Afwisselend was Valier diplomaat, lid van de Raad van Tien (vanaf 1633), raadslid van de doge (vanaf 1633), lid van de Raad der Wijzen (vanaf  1636) en senator. Hij combineerde dit met het ambt van onder meer gezondheidsambtenaar, toezichter over de bouw van de Basiliek van Santa Maria della Salute, hervormer van de universiteit van Padua, burgemeester van Brescia (1646) en inspecteur-generaal van de openbare werken. Diplomatiek was hij aanwezig bij de delegatie die Venetië stuurde naar Milaan om kardinaal-infante Ferdinand te ontmoeten (1633), vlak voor deze landvoogd der Nederlanden werd. Valier was ook diplomaat ter gelegenheid van de pausverkiezing van paus Innocentius X (1645); deze laatste schonk Valier de adellijke titel van ridder van de Heilige Stoel. Valier was tijdens de pausverkiezing van Alexander VII nog eens op diplomatieke missie in Rome (1655). Alexander VII maakte het Venetiaanse gezelschap duidelijk dat ze geen hulp zouden ontvangen voor de lopende Kretenzische oorlog; andere Europese mogendheden waren met elkaar bezig en niet met Ottomanen op Kreta. De Kretenzische oorlog wordt ook de Zesde Ottomaans-Venetiaanse oorlog genoemd.
Militair bekleedde Valier verschillende ambten. Zo was hij al vrij jong kapitein in Bergamo (1624). In Bergamo was Valier verantwoordelijk voor de openbare orde alsook om spionnen naar Milaan te sturen. Valier betaalde de spionnen met geld van zijn eigen vermogen en niet met overheidsgeld. In 1643 was Valier op diplomatieke-militaire inspectie in Toscane tijdens de Oorlogen van Castro. Tijdens zijn maandenlang verblijf in Toscane verdedigde hij de militaire belangen van Venetië, namelijk geen militaire inmenging in dit Italiaans-Italiaans conflict.

### Verkiezing tot doge
In 1656 werd Valier verkozen tot doge van Venetië. Het was de eerste maal dat iemand van de familie Valier dit ambt bekleedde. De familie ging er overigens prat op te behoren tot de oudste families van de republiek. Zijn ambtstermijn van 2 jaren (1656-1658) was gekenmerkt door verhitte debatten in de senaat. Het ging erom of de Kretenzische oorlog moest verder gezet worden. Doge Valier was voor vrede met de Ottomanen. Zijn tegenstander Giovanni Pesaro wilde kost wat kost de oorlog verder zetten. De emotionele debatten in de senaat gingen over hoeveel bloed nog voor Kreta moest vloeien. Giovanni Pesaro liet eveneens de jezuïeten terugkeren naar Venetië, iets wat doge Valier niet goedkeurde. Valier bleef nadien weg uit de senaat omdat hij geveld werd door een longziekte.
Na de dood van doge Valier (1658), volgde Giovanni Pesaro hem op als doge. De Kretenzische oorlog werd verder gezet.
Het stoffelijk overschot werd aanvankelijk begraven in de kerk San Giobbe in Venetië. Nadien werd het overgebracht naar het familiemausoleum in de Santi Giovanni e Paolo, een convent van de dominicanen. Het was zijn schoondochter Elisabetta Querini die het mausoleum liet bouwen.
Valiers zoon Silvestro Valier werd later in de 17e eeuw doge van Venetië (1694-1700).